# Guterre Ozores de Coimbra
Guterre Ozores de Coimbra ((m. depois de 941  )),  filho do conde Osório Guterres, foi conde de Coimbra, condado este instituído como unidade militar de defesa fronteiriça das Astúrias, desde a reconquista de Coimbra pelos asturianos liderados por Hermenegildo Guterres em 878.

## Matrimónio e descendência
Casou com Aldonça Mendes, sua prima de primeiro grau, filha do seu tio paterno Hermenegildo Guterres, conde de Portucale e de Coimbra, e de Ermesinda Gatones, filha de Gatón de Bierzo,de quem teve:
- Suero Guterres (m. depois de 985)[4]  conde, casado com Gonzina (m. depois de 994)
- Rodrigo Guterres de Coimbra (m. depois de 950), conde casou com Odrocia, os pais de Elvira Rodrigues, a esposa do conde Rodrigo Románis.[5]
- Osório Guterres, o Santo,[6] fundador do Mosteiro de Vilanova de Lourenzá, o esposo de Urraca Nunes.[7]
- Froila Guterres, conde, casado com Flámula.[4]
- Gontrodo Guterres,[8] abadessa no mosteiro de San Martinho de Pazó.[9]
- Ausenda Guterres (m. depois de janeiro de 941) casada antes de 925 com o seu primo de primeiro grau, Ramiro II de Leão[10] (filho de Ordonho II de Leão e de Elvira Mendes, sua tia materna). Deste casamento, nasceram:
  - Bermudo Ramires de Leão, falecido em criança;
  - Ordonho III de Leão;
  - Teresa Ramires de Leão, rainha consorte de Pamplona pelo seu casamento com Garcia Sanches I de Pamplona.
- Elvira Guterres, monja[10]
- Munio Guterres, conde.[10]
- Ermesenda Guterres, a esposa de Ordonho Velasques,[10] filho do conde Velasco Rodrigues.